# 10101 Fourier
10101 Fourier eller 1992 BM2 är en asteroid i huvudbältet som upptäcktes den 30 januari 1992 av den belgiske astronomen Eric W. Elst vid La Silla-observatoriet. Den är uppkallad efter den franske fysikern och matematikern Jean-Baptiste Joseph Fourier.